# ФК «Болонья» в сезоні 1926—1927
ФК «Болонья» в сезоні 1926—1927 — сезон італійського футбольного клубу «Болонья».

## Склад команди
| № | Поз. | Нац.   | Гравець            |
| - | ---- | ------ | ------------------ |
|   | ВР   | Італія | Маріо Джанні       |
|   | ЗХ   | Італія | Джованні Боргато   |
|   | ЗХ   | Італія | Феліче Гаспері     |
|   | ЗХ   | Італія | Еральдо Мондзельйо |
|   | ПЗ   | Італія | Гастоне Бальді     |
|   | ПЗ   | Італія | П'єтро Дженовезі   |
|   | ПЗ   | Італія | Альберто Джордані  |
|   | ПЗ   | Італія | Гастоне Мартеллі   |
|   | ПЗ   | Італія | Іво Педретті       |

| № | Поз. | Нац.   | Гравець              |
| - | ---- | ------ | -------------------- |
|   | НП   | Італія | Джузеппе Делла Валле |
|   | НП   | Італія | Едуардо Джино Габба  |
|   | НП   | Італія | Бруно Маїні          |
|   | НП   | Італія | Джузеппе Муцціолі    |
|   | НП   | Італія | Бернардо Перін       |
|   | НП   | Італія | Альберто Поцці       |
|   | НП   | Італія | Анджело Ск'явіо      |

## Чемпіонат Італії

### Група В
| М   | Клуб               | І  | В  | Н | П  | МЗ | МП | Різ | О  |
| --- | ------------------ | -- | -- | - | -- | -- | -- | --- | -- |
| 1.  | Торіно             | 18 | 12 | 2 | 4  | 52 | 25 | +27 | 26 |
| 2.  | Мілан              | 18 | 11 | 2 | 5  | 41 | 27 | +14 | 24 |
| 2.  | Болонья            | 18 | 11 | 2 | 5  | 38 | 26 | +12 | 24 |
| 4.  | Алессандрія        | 18 | 9  | 3 | 6  | 42 | 24 | +18 | 21 |
| 5.  | Ліворно            | 18 | 9  | 2 | 7  | 32 | 28 | +4  | 20 |
| 6.  | Самп'єрдаренезе    | 18 | 9  | 2 | 7  | 31 | 36 | -5  | 20 |
| 7.  | Падова             | 18 | 7  | 1 | 10 | 29 | 44 | -15 | 15 |
| 8.  | «Андреа Дорія»     | 18 | 5  | 3 | 10 | 16 | 31 | -15 | 13 |
| 9.  | Кремонезе          | 18 | 6  | 0 | 12 | 19 | 35 | -16 | 12 |
| 10. | Фортітудо Про-Рома | 18 | 2  | 1 | 15 | 18 | 42 | -24 | 5  |

- 03-10-1926, Болонья — Падова — 5-1
- 10-10-1926, Болонья — Ліворно — 3-2
- 17-10-1926, Алессандрія — Болонья — 5-1
- 24-10-1926, Кремонезе — Болонья — 1-0
- 07-11-1926, Болонья — Торіно — 1-1
- 14-11-1926, Болонья — Фортітудо Рим — 2-1
- 21-11-1926, Мілан — Болонья — 4-2
- 28-11-1926, Самп'єрдаренезе — Болонья — 1-3
- 05-12-1926, Болонья — Андреа Дорія — 0-0
- 19-12-1926, Падова — Болонья — 0-2
- 26-12-1926, Ліворно — Болонья — 3-1
- 02-01-1927, Болонья — Алессандрія 2-0
- 09-01-1927, Болонья — Кремонезе — 4-2
- 16-01-1927, Торіно — Болонья — 2-1
- 13-02-1927, Фортітудо Рим — Болонья — 1-3
- 06-03-1927, Болонья — Мілан 4-1
- 13-03-1927, Болонья — Самп'єрдаренезе — 4-2
- 20-03-1927, Андреа Дорія — Болонья — 0-1

### Фінальний турнір
| М  | Клуб           | І  | В | Н | П | МЗ | МП | Різ | О  |
| -- | -------------- | -- | - | - | - | -- | -- | --- | -- |
| 1. | Торіно         | 10 | 7 | 0 | 3 | 17 | 15 | +2  | 14 |
| 2. | Болонья        | 10 | 5 | 2 | 3 | 14 | 6  | +8  | 12 |
| 3. | Ювентус        | 10 | 5 | 1 | 4 | 24 | 13 | +11 | 11 |
| 4. | Дженоа         | 10 | 4 | 1 | 5 | 15 | 21 | -6  | 9  |
| 5. | Інтернаціонале | 10 | 3 | 2 | 5 | 13 | 16 | -3  | 8  |
| 6. | Мілан          | 10 | 2 | 2 | 6 | 13 | 25 | -12 | 6  |

- 27-03-1927, Болонья — Ювентус — 1-0
- 03-04-1927, Дженоа — Болонья — 1-0
- 10-04-1927, Болонья — Мілан — 2-1
- 08-05-1927, Болонья — Інтернаціонале — 3-0
- 15-05-1927, Торіно — Болонья — 1-0 (скасовано)
- 23-05-1927, Ювентус — Болонья — 1-1
- 06-06-1927, Болонья — Дженоа — 1-0
- 13-06-1927, Мілан — Болонья — 1-1
- 20-06-1927, Інтернаціонале — Болонья — 1-0
- 03-07-1927, Торіно — Болонья — 1-0 (перегравання)
- 10-07-1927, Болонья — Торіно — 5-0

### Склад команди
| Воротар: Маріо Джанні (28). Захисники: Феліче Гаспері (25, 1), Джованні Боргато (18), Еральдо Мондзельйо (13). Півзахисники: Альберто Джордані (26, 3), Гастоне Мартеллі (25, 5), Гастоне Бальді (20), П'єтро Дженовезі (18), Іво Педретті (1) Нападники: Джузеппе Муцціолі (27, 3), Бернардо Перін (26, 4), Альберто Поцці (25, 3), Анджело Ск'явіо (25, 15), Джузеппе Делла Валле (24, 13), Бруно Маїні (6,3), Едуардо Джино Габбі (1) Тренер: Германн Фельснер. |

## Кубок Італії
- 04-11-1926, Другий раунд, Болонья — Казалечіо — 5-1
- 06-01-1927, Третій раунд, Леньяно — Болонья — 0-1

Турнір був призупинений на стадії четвертого раунду.

## Товариські матчі
- 19-09-1926, Едера Трієст — Болонья — 0-2
- 20-09-1926, Фіумана — Болонья — 2-3
- 27-09-1926, Болонья — Мантова — 4-1
- 28-10-1926, Модена — Болонья — 2-2
- 01-11-1926, СПАЛ — Болонья — 2-1
- 08-12-1926, Болонья — Інтернаціонале — 1-0
- 12-12-1926, Пістоєзе — Болонья — 1-2
- 30-01-1927, Болонья — Казале — 2-3
- 06-02-1927, Болонья — Модена — 3-2
- 24-02-1927, Болонья — Баракка Луго — 10-0
- 27-02-1927, Болонья — Брешія — 2-0
- 24-04-1927, Болонья — Карпі — 4-1
- 01-05-1927, Болонья — Про Верчеллі — 1-0
- 29-06-1927, Болонья — Новара — 0-0